# Großsteingrab Westervelde
Das Großsteingrab Westervelde ist eine megalithische Grabanlage der jungsteinzeitlichen Westgruppe der Trichterbecherkultur (TBK) bei Westervelde, einem Ortsteil von Noordenveld in der niederländischen Provinz Drenthe. Das Grab trägt die Van-Giffen-Nummer D2.

## Lage
Das Grab befindet sich am nordöstlichen Ortsrand von Westervelde auf einem Feld und ist über einen Fußweg erreichbar.

## Forschungsgeschichte

### 19. Jahrhundert
Das Grab wurde erstmals 1869 in einem Bürgermeisterbrief erwähnt. Willem Pleyte, Kurator der Sammlung niederländischer Altertümer im Rijksmuseum van Oudheden in Leiden, unternahm 1874 zusammen mit dem Fotografen Jan Goedeljee eine Reise durch Drenthe und ließ dort erstmals alle Großsteingräber systematisch fotografieren. Auf Grundlage dieser Fotos fertigte er Lithografien an. Conrad Leemans, Direktor des Rijksmuseums, unternahm 1877 unabhängig von Pleyte eine Reise nach Drenthe. Jan Ernst Henric Hooft van Iddekinge, der zuvor schon mit Pleyte dort gewesen war, fertigte für Leemans Pläne der Großsteingräber an. Leemans’ Bericht blieb allerdings unpubliziert.

### 20. und 21. Jahrhundert
Zwischen 1904 und 1906 dokumentierte der Mediziner und Amateurarchäologe Willem Johannes de Wilde alle noch erhaltenen Großsteingräber der Niederlande durch genaue Pläne, Fotografien und ausführliche Baubeschreibungen. Seine Aufzeichnungen zum Grab von Westervelde sind allerdings verloren gegangen. 1918 dokumentierte Albert Egges van Giffen die Anlage für seinen Atlas der niederländischen Großsteingräber. 1928, 1952 und 1965 erfolgten Restaurierungen. Eine systematische archäologische Grabung hat bislang nicht stattgefunden. Seit 1993 ist die Anlage ein Nationaldenkmal (Rijksmonument). 2017 wurde die Anlage zusammen mit den anderen noch erhaltenen Großsteingräbern der Niederlande in einem Projekt der Provinz Drente und der Reichsuniversität Groningen von der Stiftung Gratama mittels Photogrammetrie in einem 3D-Atlas erfasst.

## Beschreibung
Bei der Anlage handelt es sich um ein annähernd ost-westlich orientiertes Ganggrab. Eine steinerne Umfassung konnte nicht festgestellt werden. Die Grabkammer hat eine Länge von etwa 8 m und eine Breite von etwa 3 m. Sie besitzt vier Wandsteinpaare an den Langseiten und je einen Abschlussstein an den Schmalseiten. Von den ursprünglich vier Decksteinen liegen noch die beiden östlichen auf den Wandsteinen auf. Von einem dritten Deckstein ist nur noch ein Bruchstück erhalten, das im Inneren der Kammer liegt und Spuren von Sprenglöchern aufweist. Deckstein Nr. 3 weist an der Oberseite zwei Schälchen auf. An der Mitte der südlichen Langseite befindet sich der Zugang zur Kammer. Diesem ist ein Gang aus zwei Wandsteinen vorgelagert.

## Funde

### Bestattungen
Aus dem Grab stammen geringe Reste von Leichenbrand. Die geborgene Menge betrug nur 10,7 g. Die Knochen gehörten zu einem Individuum, dessen Sterbealter und Geschlecht sich nicht mehr bestimmen ließen.

### Beigaben
Im Grab wurden auch geringe Reste von verbrannten Tierknochen gefunden. Die geborgene Menge betrug 6 g. Es wurden mögliche Bearbeitungsspuren festgestellt, es könnte sich somit ursprünglich um Werkzeuge gehandelt haben.